# 磨子桥站
磨子桥站位于成都市武侯区新南路与林荫街交叉口，车站沿新南路南北方向布置，是成都地铁3号线的地下岛式车站，于2016年7月31日启用。3号线一期原规划并无此站，后因市民呼声，而增设。因成都老地名“磨子桥”而得名，周围是成都一度繁华的数码产品市场，所以站内装饰多使用代表数码的“@”为元素。

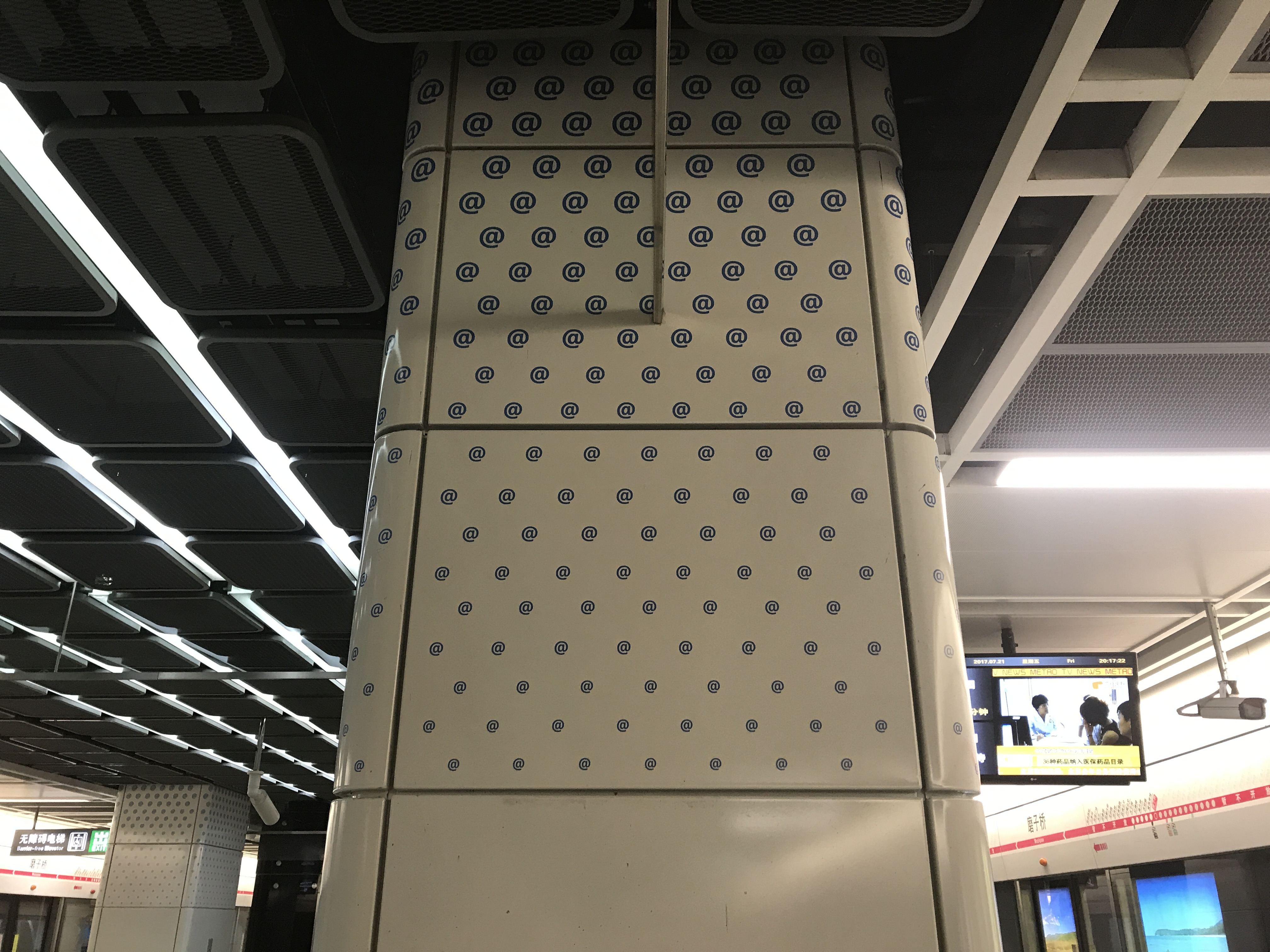
站厅层的立柱装饰体现“数码”主题

## 车站结构
磨子桥站是一个岛式站台车站。
| 地面              | 0    | 出口A–D |
| 地下一层          | 站厅 | 自助购票 客服中心                                                                                             |
| 地下二层          | 站台 | \| \| \| 3号线往成都医学院（新南门） \| \| 島式 · 開左邊车门 \| \| \| \| \| \| 3号线往双流西站（省体育馆） \| |
|                   |      | 3号线往成都医学院（新南门）                                                                                   |
| 島式 · 開左邊车门 |      | |
|                   |      | 3号线往双流西站（省体育馆）                                                                                   |

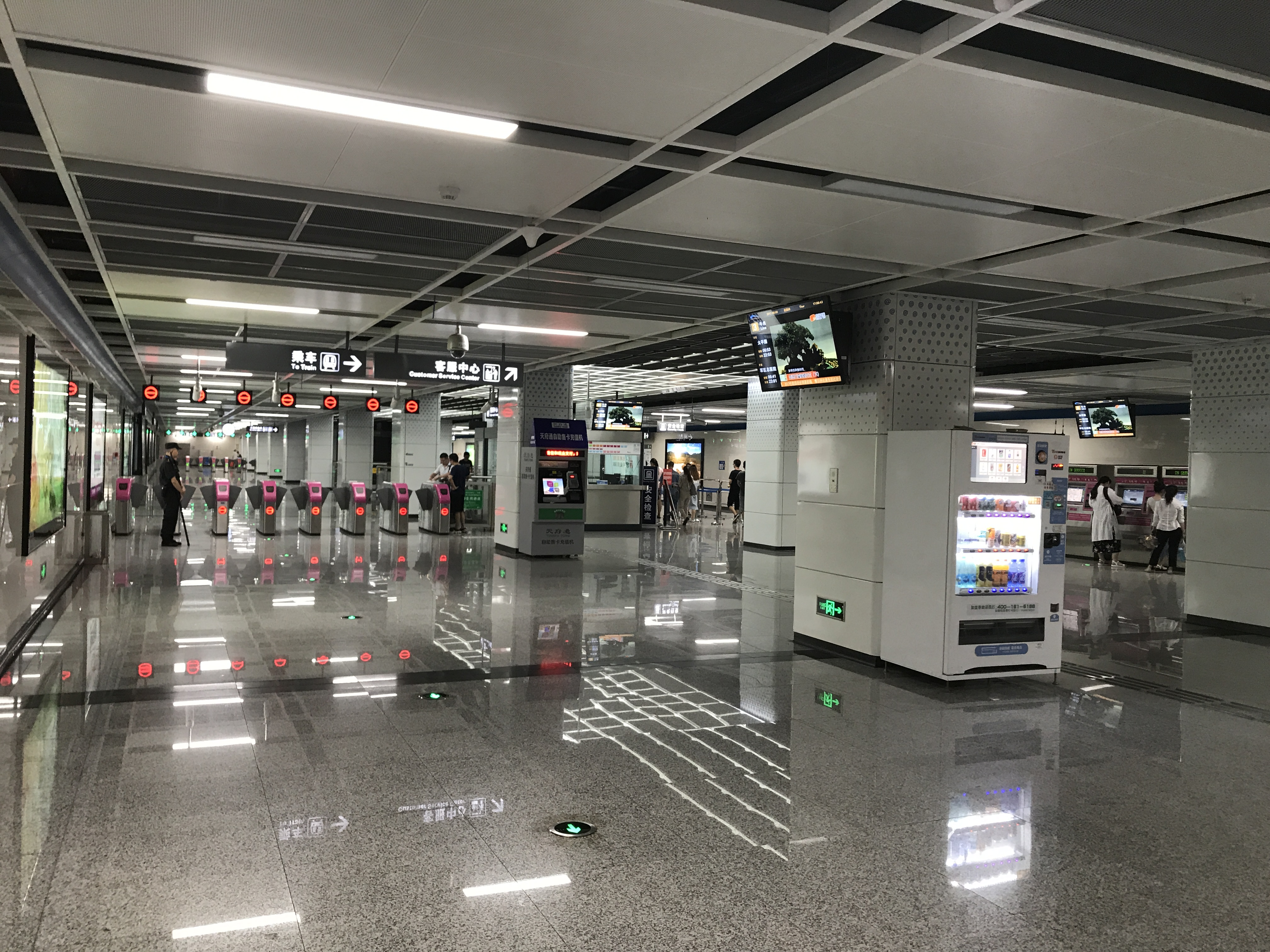
站厅层
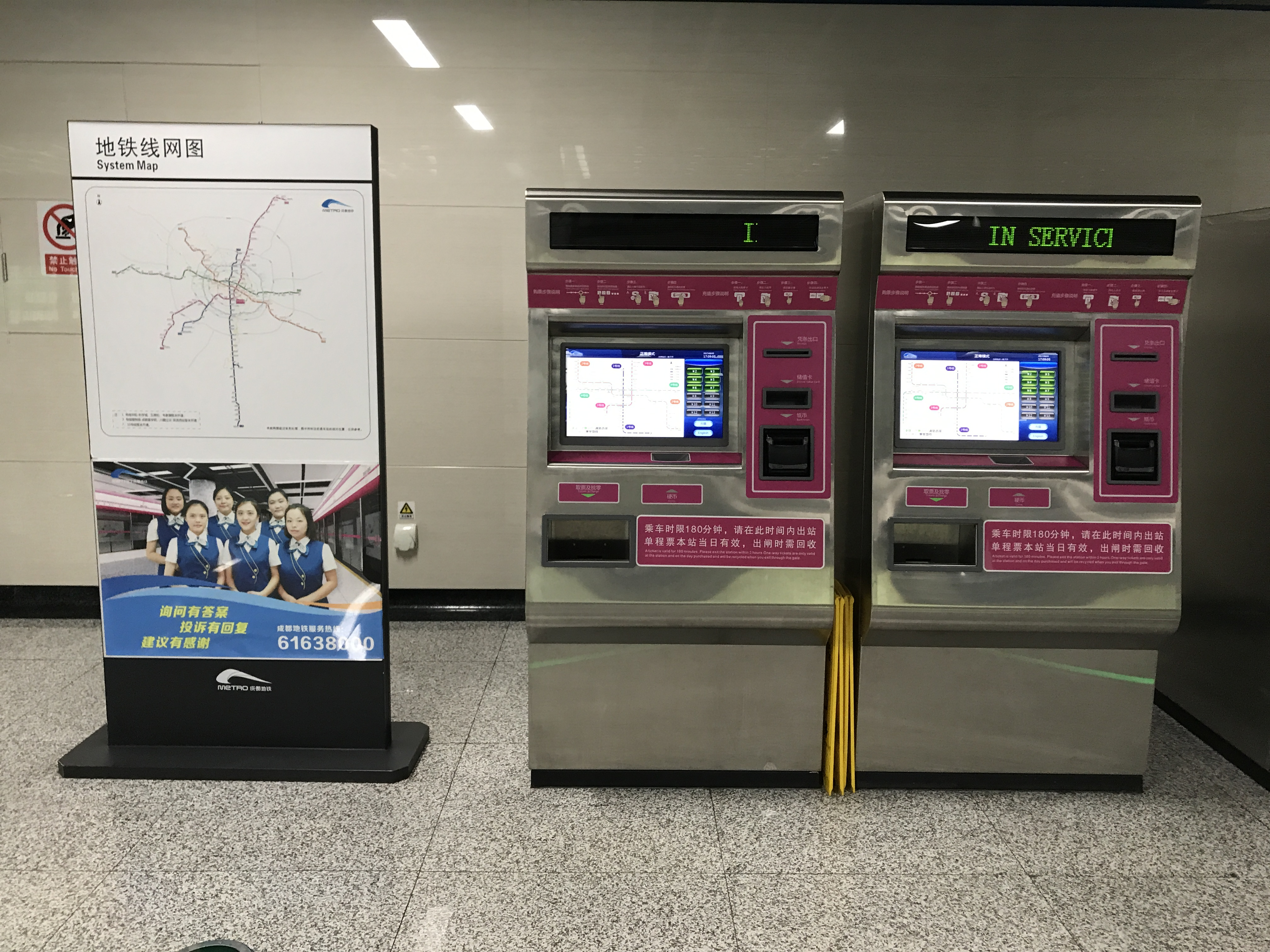
自动售票机
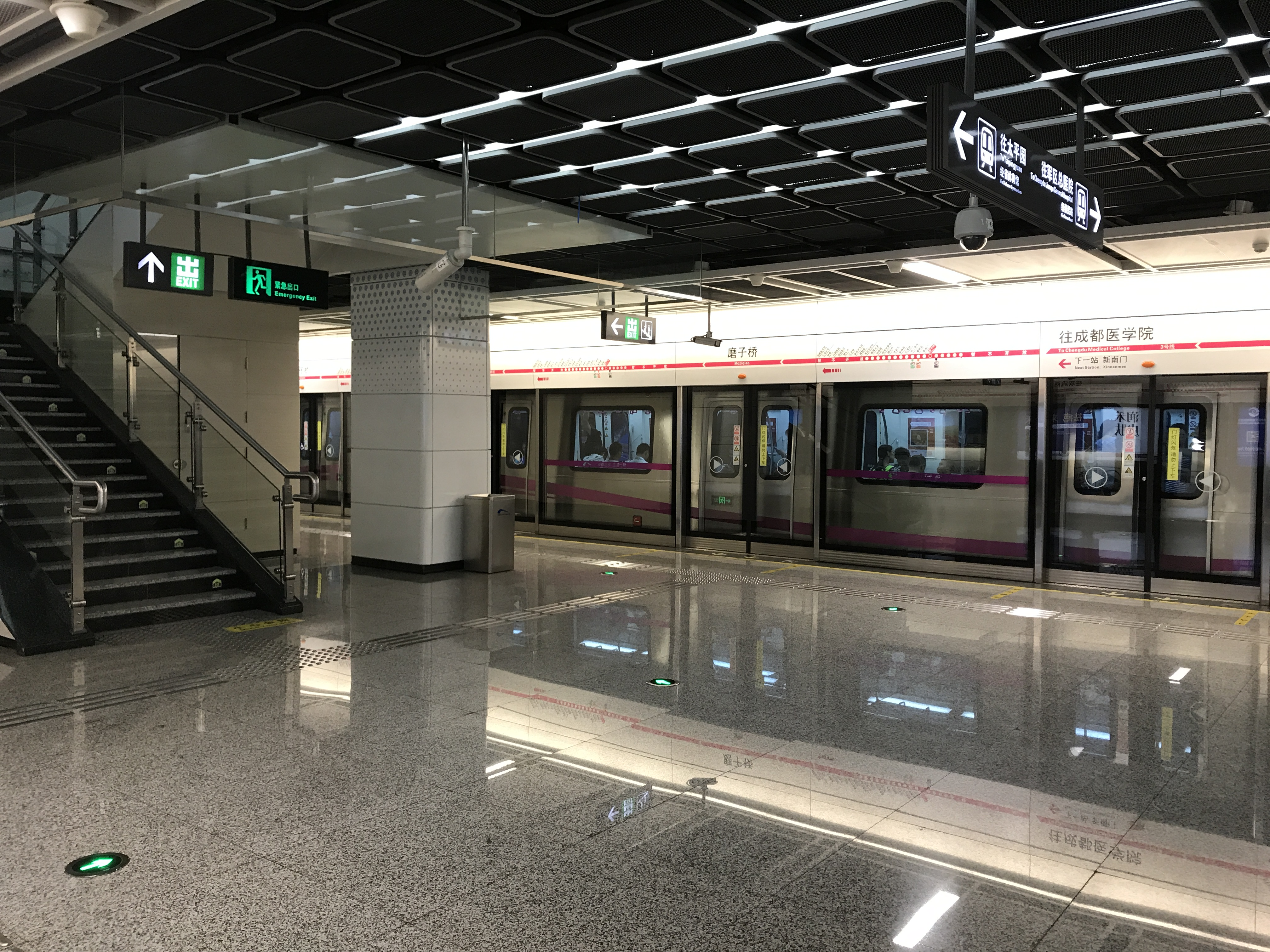
站台层
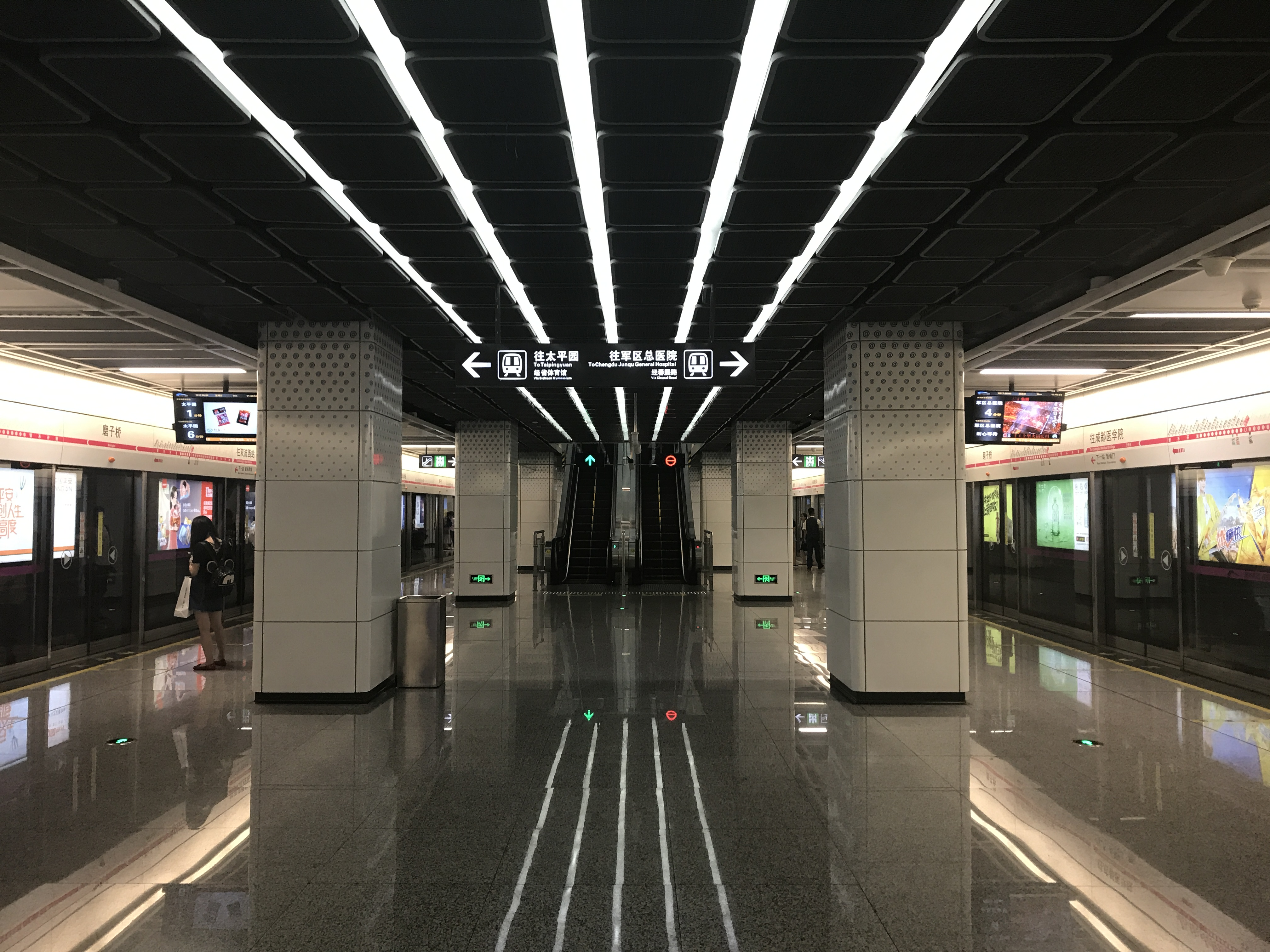
站台层

## 出入口
本站目前开放6个出入口。增设A2、A3出口后，原A出口更名为A1出口。
|              |              |                                                |      |
| 编号         | 设施         | 指示                                           | 照片 |
|              | 无障碍卫生间 | 新南路、一环路南一段、民主路、四川大学望江校区 |      |
| 出口 · A · 2 | 无障碍卫生间 | 四川音乐学院                                   |      |
| 出口 · A · 3 | 无障碍卫生间 | 品竹路、一环路南一段、成都城市音乐厅           |      |
| 出口 · B     | 轮椅升降台   | 新南路、成都空军机关医院                       |      |
| 出口 · C     |              | 新南路、胜利新村                               |      |
| 出口 · D     |              | 新南路、林荫中街、成都市第七中学林荫校区       |      |

## 历史
- 2013年4月底至5月初，主体结构封顶[1]。
- 2016年7月31日，正式启用[2]。
- 2024年5月7日，A1口、A2口及A3口正式开放[5]。

## 公交配套
6路;141路;G70路